# Eryri-Nationalpark

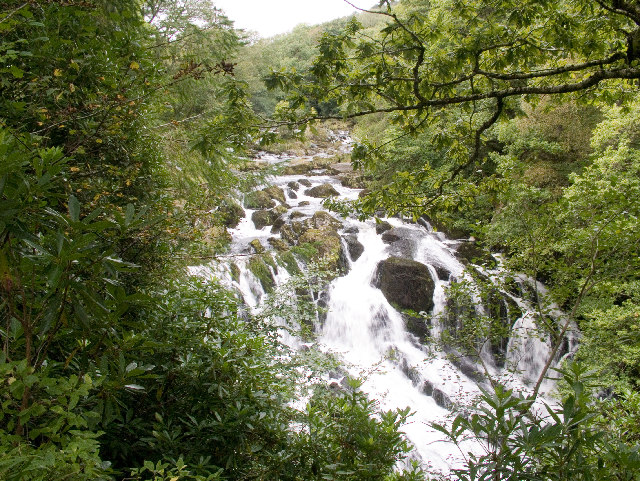
Swallow Falls

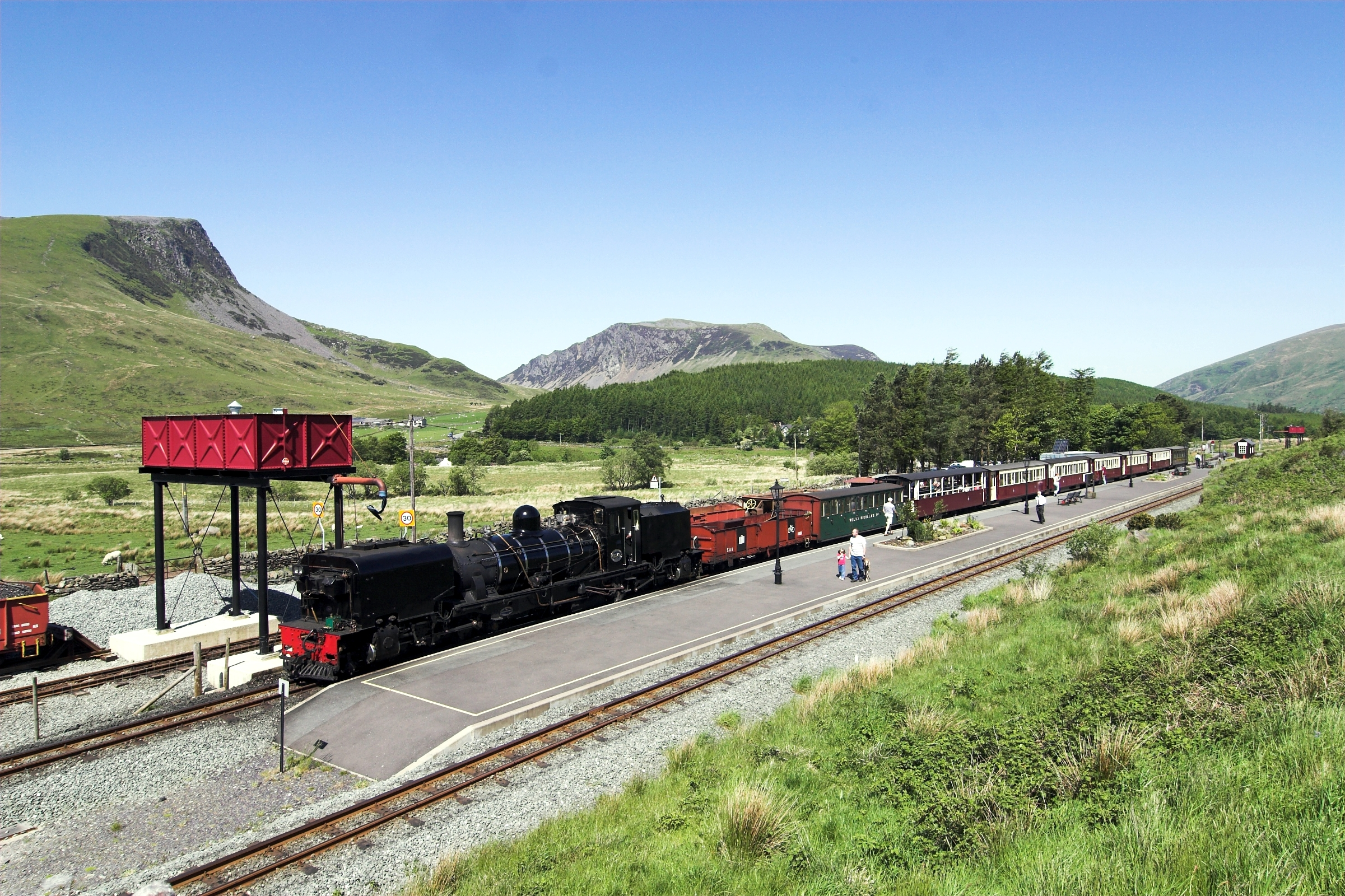
Welsh Highland Railway in Rhyd Ddu

Eryri-Nationalpark (walisisch Parc Cenedlaethol Eryri; englisch Eryri National Park; ehemals Snowdonia-Nationalpark) ist eine Region im Norden von Wales und als Nationalpark geschützt. Sie ist für ihre spektakulären Bergketten bekannt. Der frühere englische Name leitet sich vom höchsten Berg Wales’, dem 1085 m hohen Snowdon, ab. Der walisische Name (Eryri, ⓘ) stammt vom Wort eryr (deutsch „Adler“) ab. Am 16. November 2022 beschloss die Verwaltung des Snowdonia-Nationalparks, künftig den walisischen Namen für den Park zu verwenden.
Der Eryri-Nationalpark ist 2170 km² groß und damit der drittgrößte in Großbritannien. Er war 1951 der erste der drei walisischen Nationalparks und der dritte in England und Wales, der als solcher ausgezeichnet wurde. Anders als vergleichbare Nationalparks in anderen Ländern gehört das Gebiet zu knapp 70 Prozent Privateigentümern, das zusammen mit dem öffentlichen Land von einer zentralen Planungsbehörde koordiniert wird.
Im Park leben 26.000 Menschen. Diese betreiben im Land, das überwiegend aus Bergen und offenen Flächen besteht, noch Landwirtschaft.

## Die Bergketten des Parks

### The Carneddau
Dies ist die nördlichste Gruppe. Sie zieht sich von der Küste südwestwärts nach Bethesda.

### The Glyderau
Diese Kette verläuft vom Nordwesten nach Südwesten zwischen der Carneddau und dem Snowdon-Gipfel.

### The Snowdon Range
Vom Snowdon aus verlaufen sechs Bergarme in alle Richtungen. Sir Edmund Hillary trainierte am Mount Snowdon für seine Besteigung des Mount Everest.

### The Hebog Range
Diese Berge bilden den westlichen Teil Snowdonias.

### The Moelwyn Range und The Siabod Range
Die Achse beider Berggruppierungen verläuft an der östlichen Grenze des Parks.

## Fauna
Snowdonias Bedeutung bei der Erhaltung von Lebensräumen und der Tierwelt in der Region spiegelt sich in der Tatsache, dass fast 20 % der Gesamtfläche von britischem und europäischem Recht geschützt wird. Die Hälfte dieser Fläche wurde seitens der Regierung im Rahmen der europäischen FFH-Richtlinie als besonderes Schutzgebiet (Special Area of Conservation) festgelegt.
Seltene Säugetiere im Park sind Fischotter, Iltisse und  wilde Ziegen; der Baummarder wurde seit vielen Jahren nicht gesehen. Seltene Vögel sind Kolkrabe, Wanderfalke, Fischadler, Merlin und Rotmilan. Ein anderer berühmter Bewohner Snowdonias ist der Snowdon- oder Rainbow-Käfer (Chrysolina cerealis). Der Park hat drei RAMSAR-Gebiete: Dyfi als Mündungsbiosphärenreservat, Cwm Idwal und Llyn Tegid.

## Klima
Snowdonia ist eine der niederschlagreichsten Regionen des Vereinigten Königreichs. Im Mittel werden am Crib Goch 4473 mm/Jahr gemessen.

## Tourismus

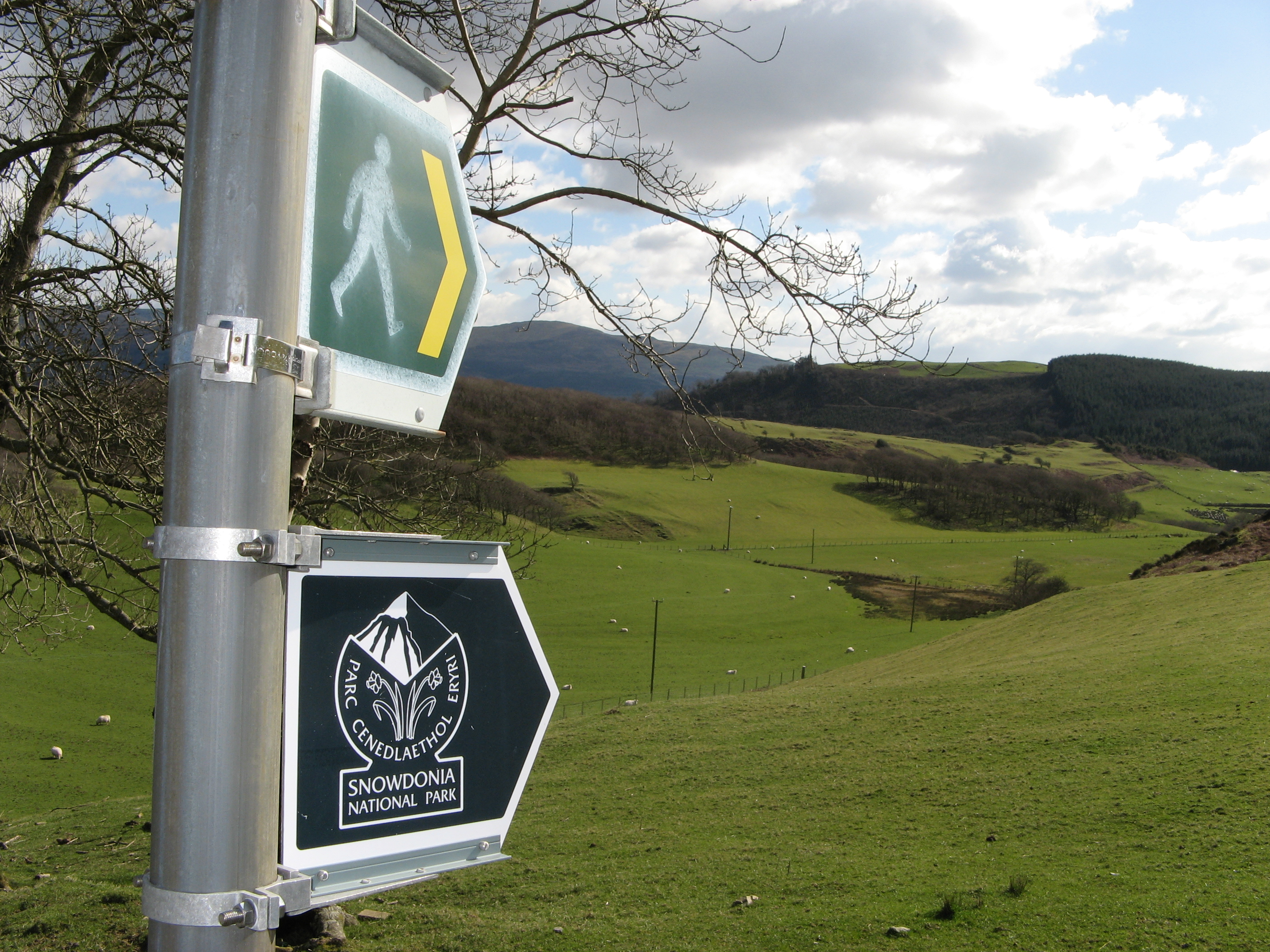
Wanderweg nahe Llyn Barfog in Gwynedd

Viele der Wanderer in der Region konzentrieren sich auf den Snowdon, zu dessen Gipfel der Snowdon Mountain Railway führt.
Auch die anderen hohen Berge mit ihren Geröllfeldern, wie etwa der Tryfan, sind unter Wandertouristen beliebt. Der Park hat 2380 km öffentliche Fußwege, 164 km öffentliche Reitwege und 46 km andere öffentliche Wege. Ein großer Teil des Parks wird von öffentlichen Fußpfaden durchzogen.